# Тревизано, Джованни Баттиста
Джованни Баттиста Тревизано (вторая половина XV века) — секретарь сената и дипломат Венецианской республики. Венеция проявляла дипломатическую активность в отношении хана Большой Орды Ахмата. Основной целью этой политики венецианцев был поиск мощного союзника, который помог бы остановить продвижение турецкого султана Мехмеда II. В 1470 году сенат заслушал доклад авантюриста Джованни-Баттисты делла Вольпы (Иван Фрязин в русских летописях), который доносил о возможности Ахмата выставить 200 000 воинов. В 1471 году сенат послал к Ахмату Джованни Баттисту Тревизано с предложениями антитурецкого союза, но посол был на три года задержан в Москве и прибыл к Ахмату только в 1474 году. За это время Делла Вольпе совершил ещё одну поездку к хану и в 1472 году докладывал о готовности хана начать боевые действия против турок через Венгрию при условии ежегодной выплаты 10 000 дукатов и единовременной выплаты 6000 дукатов. Сенат скептически отнесся к этому докладу. Однако, когда в 1476 году в Венецию вернулся Тревизано с двумя послами от Ахмата, сенат принял предложение начать войну с Турцией через Дунай и вновь послал Тревизано с 2 000 дукатов. Вместе с тем, против этого мероприятия решительно выступил король Польши Казимир IV, который, видимо, был против действий Ахмата через его территории в Северном Причерноморье. В 1477 году сенат отозвал Тревизано, который успел доехать только до Польши.

## Источник
- Почекаев Р. Ю. Цари ордынские. Биографии ханов и правителей Золотой Орды. — СПб.: Евразия, 2010. — 408 с. — ISBN 978-5-91852-010-9.